# Ypsilocucumis
Ypsilocucumis is een geslacht van zeekomkommers uit de familie Ypsilothuriidae.

## Soorten
- Ypsilocucumis asperrima (Théel, 1886)
- Ypsilocucumis californiae Massin & Hendrickx, 2011

Niet geaccepteerde namen:
- Ypsilocucumis scotiae, geaccepteerd als Crucella scotiae
- Ypsilocucumis turricata, geaccepteerd als Paracucumis turricata